# Liste der Baudenkmäler in Poxdorf (Oberfranken)
Auf dieser Seite sind die Baudenkmäler in der oberfränkischen Gemeinde Poxdorf zusammengestellt. Diese Tabelle ist eine Teilliste der Liste der Baudenkmäler in Bayern. Grundlage ist die Bayerische Denkmalliste, die auf Basis des Bayerischen Denkmalschutzgesetzes vom 1. Oktober 1973 erstmals erstellt wurde und seither durch das Bayerische Landesamt für Denkmalpflege geführt wird. Die folgenden Angaben ersetzen nicht die rechtsverbindliche Auskunft der Denkmalschutzbehörde.
 Diese Liste gibt den Fortschreibungsstand vom 19. November 2023 wieder und enthält 18 Baudenkmäler.

## Baudenkmäler
| Lage                                        | Objekt                                        | Beschreibung | Akten-Nr.     | Bild           |
| ------------------------------------------- | --------------------------------------------- | --- | ------------- | -------------- |
| Baiersdorfer Straße 6 (Standort)            | Ökonomiegebäude                               | zweigeschossig, Fachwerkobergeschoss, Satteldach, 19. Jahrhundert, im Erdgeschoss moderner Garageneinbau | D-4-74-160-2  | BW             |
| Baiersdorfer Straße 7 (Standort)            | Fachwerkscheune eines ehemaligen Dreiseithofs | mit Satteldach | D-4-74-160-3  | BW             |
| Baiersdorfer Straße 7 (Standort)            | Stall eines ehemaligen Dreiseithofs           | im Winkel angefügter niedrigerer Stall, Fachwerk und Massiv, mit Satteldach, 18. Jahrhundert | D-4-74-160-3  | BW             |
| Baiersdorfer Straße 7 (Standort)            | Hofeinfahrt                                   | Sandsteinpfeiler, Anfang 19. Jahrhundert | D-4-74-160-3  | BW             |
| Baiersdorfer Straße 8, 8 a (Standort)       | Kruzifix                                      | Holz, wohl erste Hälfte 19. Jahrhundert; vor dem Haus | D-4-74-160-4  | BW             |
| Hauptstraße 4, 6 (Standort)                 | Hofkruzifix                                   | lateinisches Kreuz mit Korpus aus Lindenholz, Anfang 19. Jahrhundert | D-4-74-160-1  | BW             |
| Hauptstraße 7 (Standort)                    | Hofeinfahrt                                   | Sandsteinpfeiler, Ende 18. Jahrhundert | D-4-74-160-6  | BW             |
| Hauptstraße 7 (Standort)                    | Hofkruzifix                                   | 19. Jahrhundert | D-4-74-160-6  | BW             |
| Hauptstraße 10, 10 a (Standort)             | Marienstatue                                  | auf hohem Sockel, Sandstein, neugotisch, bezeichnet 1870 | D-4-74-160-7  | BW             |
| Hauptstraße 16 (Standort)                   | Ehemaliges Bauernhaus                         | giebelständiger Fachwerkbau mit Frackdach und Schopfwalm, Mitte 19. Jahrhundert | D-4-74-160-8  | BW             |
| Hauptstraße 24 (Standort)                   | Bauernhaus                                    | erdgeschossiger Satteldachbau, Sandsteinquader, verputzt, mit Satteldach, 18./19. Jahrhundert | D-4-74-160-9  | BW             |
| Im Bühl (Standort)                          | Grenzstein                                    | hochrechteckiger Sandsteinpfeiler mit halbrundem Abschluss, Schmalseiten reliefiert, bezeichnet 1565; mit Wappen;Teil der Grenzsteinreihe der ehem. Fraischgrenze Markgrafentum Brandenburg-Kulmbach-Bayreuth und Hochstift Bamberg, Grenzvertrag von Baiersdorf 13. Mai 1524; weitere Steine dieser Grenzlinie: D-4-74-160-20/1, D-5-72-115-56/1 und D-4-74-146-24 | D-4-74-160-20 | BW             |
| Im Bühl (Standort)                          | Grenzstein                                    | hochrechteckiger Sandsteinpfeiler mit halbrundem Abschluss, Schmalseiten reliefiert, bezeichnet 1781; mit Wappen;Teil der Grenzsteinreihe der ehem. Fraischgrenze Markgrafentum Brandenburg-Kulmbach-Bayreuth und Hochstift Bamberg, Grenzvertrag von Baiersdorf 13. Mai 1524; weitere Steine dieser Grenzlinie: D-4-74-160-20/1, D-5-72-115-56/1 und D-4-74-146-24 | D-4-74-160-20 | BW             |
| Mühlweiherstraße 1 (Standort)               | Bauernhof: Wohnhaus                           | gestelzter Satteldachbau, Sandsteinquader und Fachwerkobergeschoss verputzt, Sandsteinquaderanbau erste Hälfte 19. Jahrhundert über älterem Kern | D-4-74-160-10 | BW             |
| Mühlweiherstraße 1 (Standort)               | Bauernhof: Fachwerkstadel                     | mit Satteldach und Giebelverbretterung, 18. Jahrhundert | D-4-74-160-10 | BW             |
| Mühlweiherstraße 1 (Standort)               | Bauernhof: Hofkruzifix                        | 1884 | D-4-74-160-10 | BW             |
| Nähe Pfarrer-Geiger-Straße (Standort)       | Kriegerdenkmal                                | Kriegerdenkmal für die Gefallenen der beiden Weltkriege, bekrönt mit Skulptur hl. Sebastian mit seiner Frau in bäuerlicher Tracht, 1920er Jahre | D-4-74-160-27 | BW             |
| Nähe Steinweg (Standort)                    | Hochkreuz                                     | lateinisches Kreuz mit gefasstem Korpus, Holz, um 1700 | D-4-74-160-15 | BW             |
| Pfarrer-Geiger-Straße 6 (Standort)          | Katholische Pfarrkirche Mariä Opferung        | Sandsteinquaderbau, neuromanisches Langhaus mit Satteldach und Westturm mit Zeltdach, bezeichnet 1853, Osterweiterung mit Walmdach und Oktogonalem Chorturm mit Schweifhaube, 1924 von Fritz Fuchsenberger im Heimatstil; mit Ausstattung | D-4-74-160-11 | weitere Bilder |
| Pfarrer-Geiger-Straße 8 (Standort)          | Kreuzigungsgruppe                             | an der Ostseite, Sandstein, Kreuz Christi mit Assistenzfigur Maria bezeichnet 1902, seitliche Assistenzfiguren nachträglich | D-4-74-160-11 | BW             |
| Pfarrer-Geiger-Straße 8;Steinweg (Standort) | Friedhofsmauer                                | Sandsteinquader, Mitte 19. Jahrhundert | D-4-74-160-11 | BW             |
| Pfarrer-Geiger-Straße 7 (Standort)          | Jagdgrenzstein                                | Sandstein, bezeichnet 1565; am nördlichen Ortsausgang | D-4-74-160-18 | BW             |
| Steinweg (Standort)                         | Kreuzstein                                    | Sandstein mit erhabenem Kreuzrelief, spätmittelalterlich; an der Kirchhofmauer | D-4-74-160-12 | BW             |
| Steinweg 6; Nähe Steinweg (Standort)        | Bauernhof: Wohnstallbau                       | erdgeschossig, Fachwerk mit Halbwalmdach, 1581 (dendrochronologisch datiert) | D-4-74-160-14 | BW             |
| Nähe Steinweg (Standort)                    | Bauernhof: Fachwerkstadel                     | mit Satteldach und Giebelverbretterung, 18./19. Jahrhundert; Stallgebäude, Fachwerk mit Satteldach, 18./19. Jahrhundert | D-4-74-160-14 | BW             |
| Nähe Steinweg (Standort)                    | Bauernhof: Stallgebäude                       | Fachwerk mit Satteldach, 18./19. Jahrhundert | D-4-74-160-14 | BW             |
| Waldstraße 9 (Standort)                     | Fachwerkstadel                                | mit Satteldach, 18./19. Jahrhundert | D-4-74-160-16 | BW             |
| Weidichäcker (Standort)                     | Grenzstein                                    | Sandstein, durch Nachbearbeitung bezeichnet 1865, aber ursprünglich wohl 1565; südlich des Ortes Im Weidich | D-4-74-160-19 | BW             |